# I'm over you
I'm over you is een lied van John Lees geschreven voor de muziekgroep Barclay James Harvest (BJH).
Lees schreef het op verzoek van BJH’s platenlabel Harvest Records. Dat bleef geld pompen in de band, maar wilde daar wel wat tegenover gesteld hebben. In dit geval een hitsingle. BJH was in die tijd bezig met het promoten van het album Barclay James Harvest and other short stories en de voorbereiding voor wat Baby James Harvest zou worden. In het liefdeslied I'm over you probeerde Lees aan te geven dat hij een breuk met een geliefde verwerkt had, maar uit de liedtekst blijkt het tegenovergestelde. Het lied kwam niet in de hitparades, noch op een BJH-album. Wel werd het gebruikt als opvuller van het verzamelalbum Early morning onwards. I’m over you werd opgenomen in de Strawberry Studios in Stockport van 10cc. Die band zou later met I'm Not in Love met een soortgelijke tekst (ontkennen liefde) wel scoren. 
Het nummer werd voor een single gekoppeld aan Child of man op de B-kant. Het is een min of meer religieus lied van de hand van Lees. Harvest HAR 5051 werd in april 1972 uitgegeven. Child of man zou de Britse radio nog weten te bereiken. De single betekende de start van een reeks pogingen BJH de hitlijsten in de krijgen. Die reeks mondde uiteindelijk uit in een breuk tussen band, platenlabel en management. Die onsuccesvolle reeks zou pas afgesloten worden met het uitbrengen van Titles, dat in 1975 wel een hit zou worden, maar dan via Polydor.